# 三ッ林幸三
三ッ林 幸三（みつばやし こうぞう、1893年（明治26年）9月24日 - 1977年（昭和52年）5月13日）は、日本の政治家。衆議院議員（当選1回）。埼玉県会議員、同議長。衆議院議員を務め、国会議員として国政に参加したが、主には埼玉、幸手等地方政界で活動した。

## 略歴
埼玉県北葛飾郡行幸村千塚（現幸手市千塚）に生まれる。三ッ林安五郎の二男。粕壁中学校に学んだ。農業を営んだ。1917年（大正6年）、北葛飾郡行幸村収入役。1924年（大正13年）、行幸村会議員。1928年（昭和3年）、埼玉県会議員（立憲政友会に所属）。1939年（昭和14年）、兼行幸村長。行幸村農会長、県参事会員などを務めた。
1942年（昭和17年）、第46代埼玉県会議長（-1944年）。1946年（昭和21年）、第22回衆議院議員総選挙に埼玉県（全県1区）から当選（日本自由党）。1947年（昭和22年）、戦前に大政翼賛会行幸村支部長であったことを理由に公職追放を受ける。
1953年（昭和28年）、公職復帰、埼玉県北葛飾郡行幸村長に再選。翌1954年（昭和29年）、御幸村は合併で幸手町となる。1954年（昭和29年）、藍綬褒章を受章。1956年（昭和31年）、埼玉県北葛飾郡幸手町（現・幸手市）長に当選。亡くなるまで務める。埼玉県農業会議会長、埼玉県町村長会会長、全国町村長会副会長等を歴任。

## 人物
1912年、家督を相続した。趣味は書画、骨董。宗教は真言宗。住所は埼玉県北葛飾郡行幸村千塚（のち幸手町、現・幸手市）。

## 家族・親族
三ッ林家
- 父・安五郎[7]
- 母・くま（1873年 - ?）[7]
- 妻・コト（1899年 - ?、埼玉、古谷篤治の長女）[4]
- 長男・弥太郎[1][4]（1918年 - 2003年、衆議院議員、科学技術庁長官）
  - 同妻（埼玉、小森谷清の長女）[4]
- 男（1924年 - ）[7]
- 四女[7]
- 孫
  - 隆志[4]（1953年 - 2010年、医師、衆議院議員）
  - 裕巳[4]（医師、衆議院議員、1955年 - ）